# Тринити (Матрица)
Три́нити (англ. Trinity) — персонаж вселенной медиафраншизы «Матрица». Первое появление — в фильме «Матрица» в исполнении актрисы Керри-Энн Мосс.

## Описание персонажа
Тринити в обычной жизни (в Матрице) — девушка-хакер, работающая на Морфеуса. В реальном мире Тринити — старший офицер корабля «Навуходоносор». Во второй части Тринити гибнет от пули агента, спасая Нео, но тот её возрождает. В третьей части Тринити умирает, поблагодарив Нео за все моменты, проведённые с ним. Персонаж связывается с фигурой Марии Магдалины.

## Появления
Тринити — одно из главных действующих лиц серии фильмов, объединённых медиафраншизой, созданной братьями Вачовски: «Матрица», «Матрица: Перезагрузка», «Матрица: Революция», «Матрица: Воскрешение». Роль Тринити в фильмах исполнила Керри-Энн Мосс.
Персонаж Тринити появляется в двух эпизодах аниме «Аниматрица» — «История детектива» и «История одного ребёнка» (также озвученный Керри-Энн Мосс).
Неигровой персонаж Тринити присутствует в компьютерных играх, основанных на киновселенной «Матрица» — Enter the Matrix и The Matrix: Path of Neo.